# FantasticaManía (2011)
FantasticaManía 2011 fue una serie de dos eventos pago por visión de lucha libre profesional producido por el Consejo Mundial de Lucha Libre y la New Japan Pro Wrestling. Tuvo lugar desde el día 22 de enero hasta el 23 de enero de 2011 desde el Korakuen Hall en Bunkyō, Tokio, Japón.

## Desarrollo
En noviembre de 2010 se anunció que el Consejo Mundial de Lucha Libre de México y la New Japan Pro Wrestling de Japón habían llegado a un acuerdo para realizar eventos de lucha libre en enero de 2011 en Japón. Esta función fue hecha como resultado de muchos años en que la empresa mexicana y la japonesa han trabajado juntas. Los primeros confirmados del evento fueron Místico, La Sombra y Máscara Dorada.
El 4 de enero de 2011, durante el evento Wrestle Kingdom V realizado en el Tokyo Dome, Héctor Garza, La Sombra y Máscara Dorada participaron en la función como representantes del CMLL, en lo que era anunciado como "Road to FantasticaMania 2011", el cual fue realizado días después en el Korakuen Hall.

## Resultados

### 22 de enero
- Taichi derrotó a Máximo (12:39)[5]
  - Taichi cubrió a Máximo después de un "Black Mephisto".
- Ryusuke Taguchi derrotó a Máscara Dorada en un Two Out of Three Falls Match ganando el Campeonato Mundial de Peso Wélter del CMLL [2:1] (11:20)[6]
  - Dorada cubrió a Taguchi después con un "Toque de Espaldas" [0:1] (04:25).
  - Taguchi cubrió a Dorada después de un "Shika Koroshi" [1:1] (01:30).
  - Taguchi cubrió a Dorada después de un "Dodon" [2:1] (05:25).
- Jushin Liger derrotó a La Sombra en un Two Out of Three Falls Match reteniendo el Campeonato Mundial de Peso Medio del CMLL [2:1] (16:28)[7]
  - La Sombra cubrió a Liger con una "Plancha Tornillo" [0:1] (03:50).
  - Liger forzó a rendirse a La Sombra con un "Chickenwing Armlock" [1:1] (02:06).
  - Liger cubrió a La Sombra después de un "Brainbuster" [2:1] (10:32).
- Bad Intentions (Giant Bernard & Karl Anderson) derrotaron a Atlantis & Okumura (13:06)[8]
  - Anderson cubrió a Okumura después de un "Gun Stun".
- Dragón Rojo, Jr. & Tomohiro Ishii derrotaron a La Máscara & Tiger Mask IV (10:06)[9]
  - Dragón Rojo cubrió a La Máscara después de un "Front Cradle".
- Averno, Shinsuke Nakamura & Tetsuya Naito derrotaron a Hiroshi Tanahashi, Místico & Prince Devitt (14:33)[10]
  - Averno cubrió a Místico después de un "Devil's Wings".

### 23 de enero
- Gedo & Jado derrotaron a Danshoku Dino & Máximo (10:39)[11]
  - Jado cubrió a Dino después de un "Crossface of JADO".
- Giant Bernard, Jushin Liger & Karl Anderson derrotaron a Atlantis, Dragón Rojo, Jr. & Taichi (11:08)[12]
  - Bernard cubrió a Taichi después de un "Bernard Driver".
- La Máscara, La Sombra & Máscara Dorada derrotaron a Okumura, Tetsuya Naito & Yujiro Takahashi en un Two Out of Three Falls Match reteniendo el Campeonato Mundial de Tríos del CMLL (24:27)[13]
  - Dorada cubrió a Takahashi después de un "DDT" [1:0] (10:49).
  - Takahashi cubrió a La Sombra después de un "Limitless Explosion" [1:1] (09:24).
  - La Máscara forzó a rendirse a Okumura con "La Campana" [2:1] (04:14).
- Tiger Mask IV derrotó a Tomohiro Ishii en una Lucha de Máscara vs. Cabellera (12:16)[14]
  - Tiger Mask cubrió a Ishii después de un "Tiger Suplex".
- Místico derrotó a Averno en un Two Out of Three Falls Match (16:50)[15]
  - Averno cubrió a Místico después de un "Devil's Wings".
  - Místico cubrió a Averno después con un "Toque de Espaldas".
  - Místico forzó a rendirse a Averno con "La Mística".
- Apollo 55 (Prince Devitt & Ryusuke Taguchi) derrotaron a Golden☆Lovers (Kenny Omega & Kota Ibushi) y ganaron el Campeonato en Parejas Peso Pesado Junior de la IWGP (16:32)[16]
  - Taguchi cubrió a Omega después de un "Black Sunday".